# Yuanmou
Yuanmou, tidigare romaniserat Yüanmow, är ett härad i Chuxiong, en autonom prefektur för yifolket-folken i Yunnan-provinsen i sydvästra Kina. 
I Yuanmou hittades 1965 fossil av Yuanmoumänniskan som levde ca 1,7 miljoner år före nutid.